# مازراتی گیبلی
مازراتی گیبلی (Maserati Ghibli) خودرویی است که در سال‌های ۱۹۶۶–۱۹۷۳تولید شده‌است. 
طراحی آن خودروهای موتور جلو-محور عقب بوده است. 